# Bhilwara (huyện)
Huyện Bhilwara là một huyện thuộc bang Rajasthan, Ấn Độ. Thủ phủ huyện Bhilwara đóng ở Bhilwara. Huyện Bhilwara có diện tích 10455 ki lô mét vuông. Đến thời điểm năm 2001, huyện Bhilwara có dân số 2009516 người.